# آندره لانوی
آندره لانوی (انگلیسی: André Lannoy؛ زادهٔ ۱ مارس ۱۹۴۵) بازیکن فوتبال اهل فرانسه است.
از باشگاه‌هایی که در آن بازی کرده‌است می‌توان به باشگاه فوتبال لانس اشاره کرد.